# Undertrådsspole

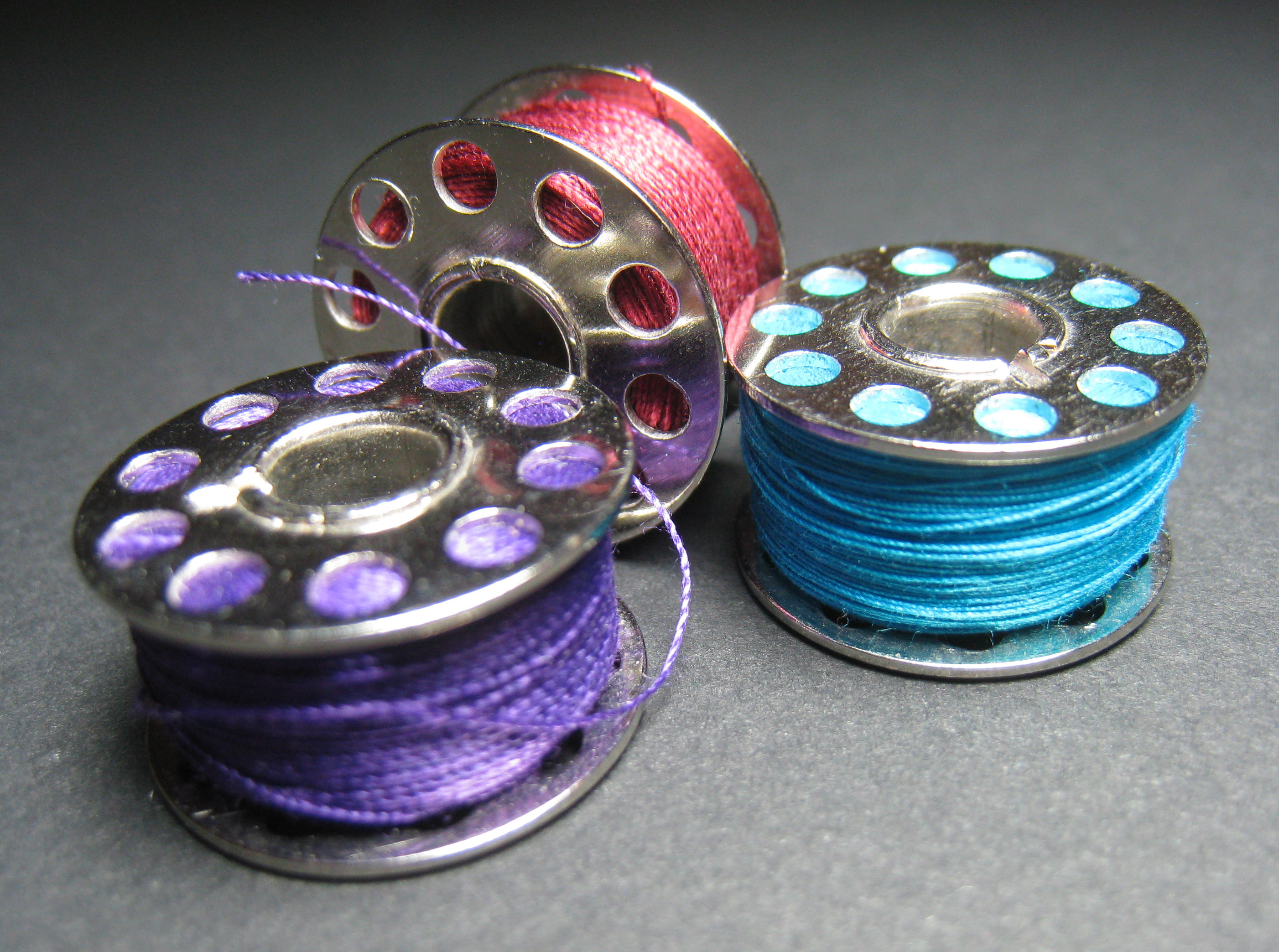
Undertrådsspolar av metall.

En understrådsspole är ett tillbehör till en symaskin.
Spolen tillverkas i plast eller metall. På symaskinen finns vanligen en anordning där undertrådsspolen kan placeras för att maskinellt spola av tråd från en vanlig trådrulle till spolen. När undertrådsspolen fyllts med tråd placeras den beroende på symaskinsmodell i en spolkapsel eller direkt i maskinens skyttel. Man använder endast en undertrådsspole i taget, men har vanligen flera spolar tillgängliga eftersom det ofta blir tråd kvar på dem. Det finns flera standardmått för undertrådsspolar beroende på symaskinsmodell.